# Magnanime (Schiff, 1865)
Die Magnanime (Französisch: Großmütig) war eine französische Panzerfregatte der Provence-Klasse. Im Deutsch-Französischen Krieg war sie Flaggschiff des Nordseegeschwaders (Escadre de la mer du Nord) unter Vizeadmiral Martin Fourichon.

## Geschichte
Über die Dienstzeit der Magnanime von ihrer Indienststellung im November 1865 bis zum Ausbruch des Deutsch-Französischen Krieges am 19. Juli 1870 ist nichts Näheres bekannt. Vermutlich Ende Juli 1870 wurde sie Flaggschiff des Nordseegeschwaders (Escadre du Nord bzw. Escadre de la mer du Nord) von Vizeadmiral Fourichon. Das Geschwader lief am 7. August aus Brest aus und traf am 9. August in der Nordsee ein, wo Fourichon noch am selben Tag die Seeblockade der nordwestdeutschen Küste erklärte.

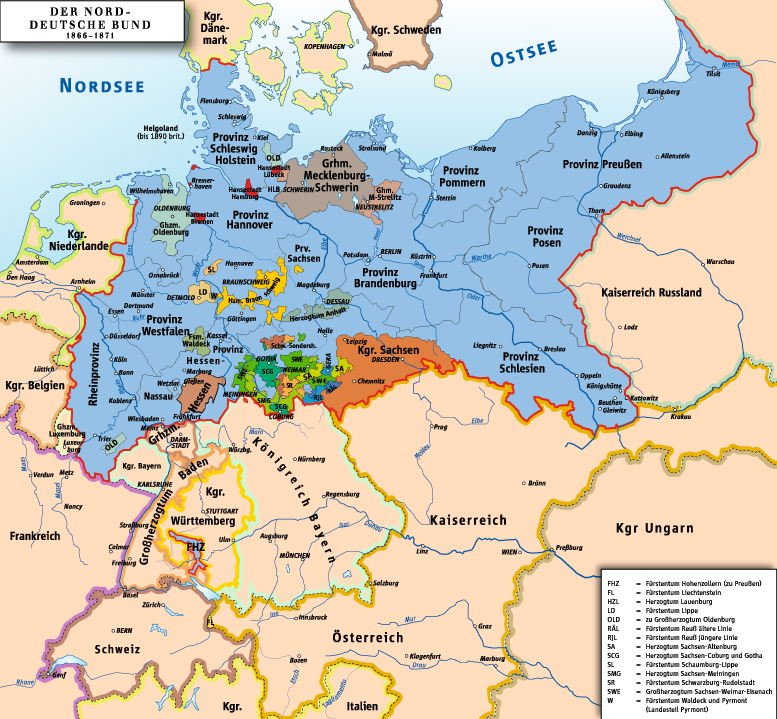
Norddeutscher Bund

Am 12. August traf das Geschwader vor der seinerzeit britischen Insel Helgoland ein, deren Gewässer für die Blockadedauer als nächtlicher Ankerplatz des Verbandes diente. Die Escadre bestand aus acht Panzerschiffen und vier Avisos und Korvetten:
- Magnanime (Flaggschiff)
- Provence (Schwesterschiff, Typschiff der Klasse)
- Héroïne (Schwesterschiff)
- Couronne (Panzerfregatte)
- Atalante (Panzerkorvette)
- Invincible (Panzerfregatte)
- Valeureuse (Panzerfregatte)
- Revanche (Panzerfregatte)
- Decrés (Aviso)
- Cosmos (Aviso)
- Château Renaud (Aviso)
- Renard (Aviso)

Fourichon teilte sein Geschwader in zwei Divisionen auf. Die erste unter Konteradmiral Devouix überwachte die Elbmündung, die zweite unter Konteradmiral Jean Bernard Jauréguiberry die Weser- und Jademündung. Fourichon verblieb mit der Magnanime und anderen Einheiten vor Helgoland, um ein Auslaufen der deutschen Panzerschiffe aus der Jademündung bzw. Wilhelmshaven zu verhindern. Strategisches Ziel war die vollständige Blockade der nordwestdeutschen Küstenstädte, insbesondere von Hamburg und Bremen, während das Ostseegeschwader mit dem Flaggschiff Surveillante die nordostdeutschen Häfen bis Memel blockieren sollte.
Am 18. August 1870 erschien vor Helgoland unter Parlamentärflagge der von der Norddeutschen Marine angemietete Norddeutscher-Lloyd-Dampfer Schwalbe. An Bord befand sich Konteradmiral Wilhelm Prinz von Hessen im Auftrag des Generalgouverneurs der Küstenlande in Hannover, General der Infanterie Vogel von Falckenstein. Der Prinz erbat von Fourichon eine Audienz. Dieser lehnte jedoch einen Besuch des Prinzen auf seinem Flaggschiff ab, so dass die Schwalbe längsseits der Magnanime ging. Fourichon entsandte als Unterhändler auf die Schwalbe Kapitän zur See Baron de Roussin und den Adjutanten Arago. Daher mussten die Schreiben Falckensteins anstatt Fourichon persönlich Baron Roussin übergeben werden. Die Konversation wurde auf Englisch geführt, da sich der Prinz weigerte, Französisch zu sprechen. Da die Schreiben Falckensteins auf Deutsch verfasst waren, mussten sie vor der Übergabe noch ins Französische übersetzt werden, da sich der Geschwaderdolmetscher auf der Héroine vor der Elbmündung befand.
In dem Schreiben forderte Falckenstein Fourichon auf, angesichts der deutschen Siege in Frankreich die Kaperung deutscher Schiffe einzustellen, da sonst Repressalien an Land erfolgen sowie eventuell höhere Kriegsentschädigungen gefordert werden würden. Fourichon verwies dagegen ausdrücklich auf die Pariser Seerechtsdeklaration von 1856, die auch vom Königreich Preußen unterzeichnet worden und nach der die Kreuzerkriegführung legal war. Die Schwalbe wurde nun aufgefordert, sich umgehend zu entfernen. Nach französischer Darstellung diente die diplomatische Mission des Prinzen auch der Spionage zur Feststellung der Stärke und der Ankerplätze des Geschwaders, was von deutscher Seite energisch zurückwiesen wurde.
Bei zunehmend schlechtem Wetter und aufgrund erheblicher Versorgungsschwierigkeiten, insbesondere die Versorgung mit Kohlen, sah sich Fourichon gezwungen, die Blockade am 9. September 1870 abzubrechen. Angeblich waren sogar einige Kohlentransporter verunglückt, also vermutlich gesunken. Das Geschwader traf am 12. September in Cherbourg ein. Dort erhielt Fourichon die Nachricht, dass die kaiserliche Regierung in Paris gestürzt, die Republik ausgerufen und er selbst zum Marineminister ernannt worden sei.
Die Magnanime nahm, soweit bekannt, im Krieg an keinen weiteren Operationen teil. Über ihre weitere Dienstzeit ist nichts bekannt. Sie wurde am 19. Januar 1882 außer Dienst gestellt und vermutlich abgewrackt.

## Schwesterschiffe

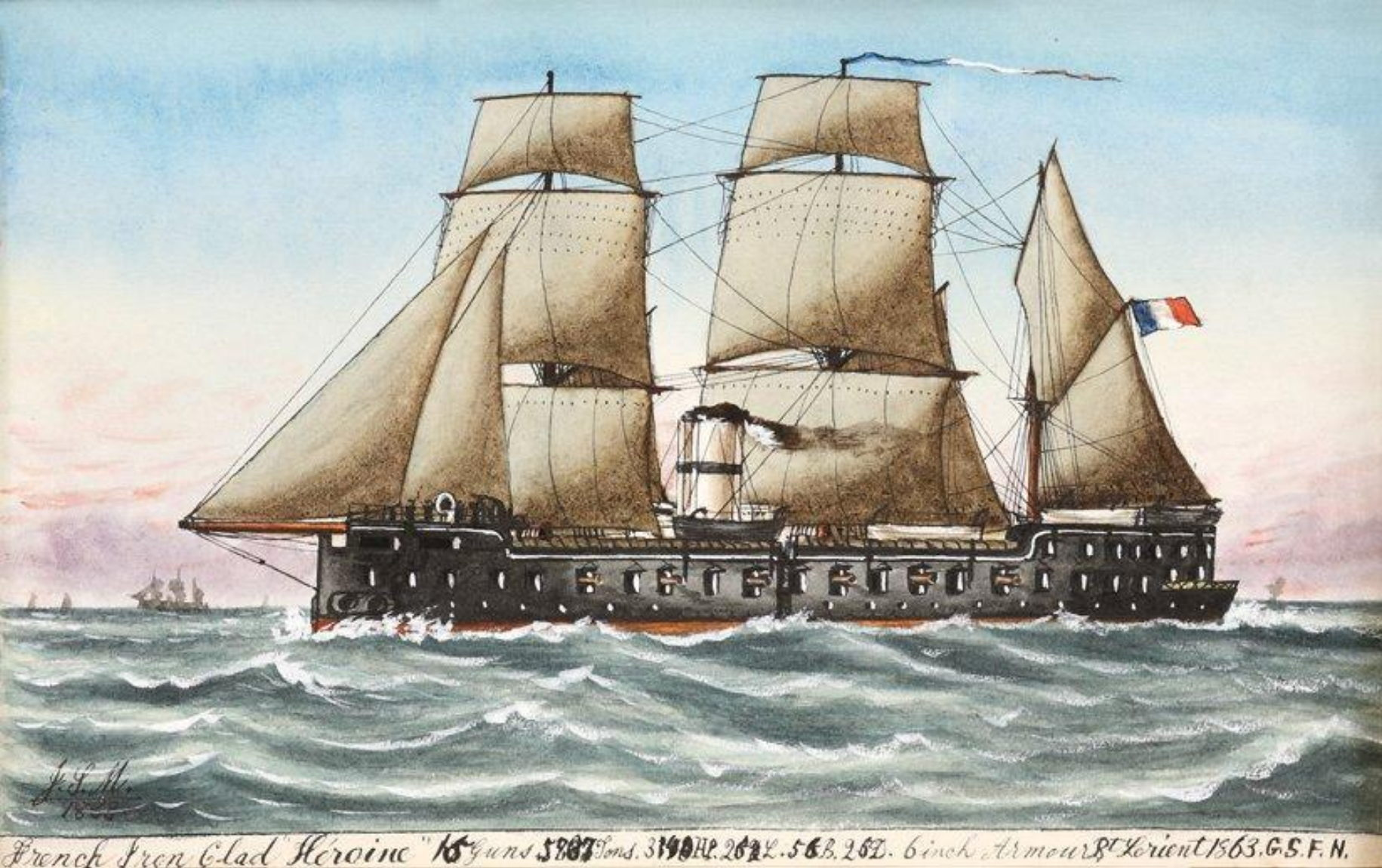
Heroine

Flandre, Héroïne, Provence.